# Edstaåsen
Edstaåsen är ett naturreservat i Sundsvalls kommun i Västernorrlands län.
Området är naturskyddat sedan 2017 och är 40 hektar stort. Reservatet ligger på  Edstaåsens nordöstra sida och består av  grannaturskog med inslag av lövträd. Här finns även några smärre trädbevuxna myrar, liksom några mindre gölar.